# Sascha Schnürer

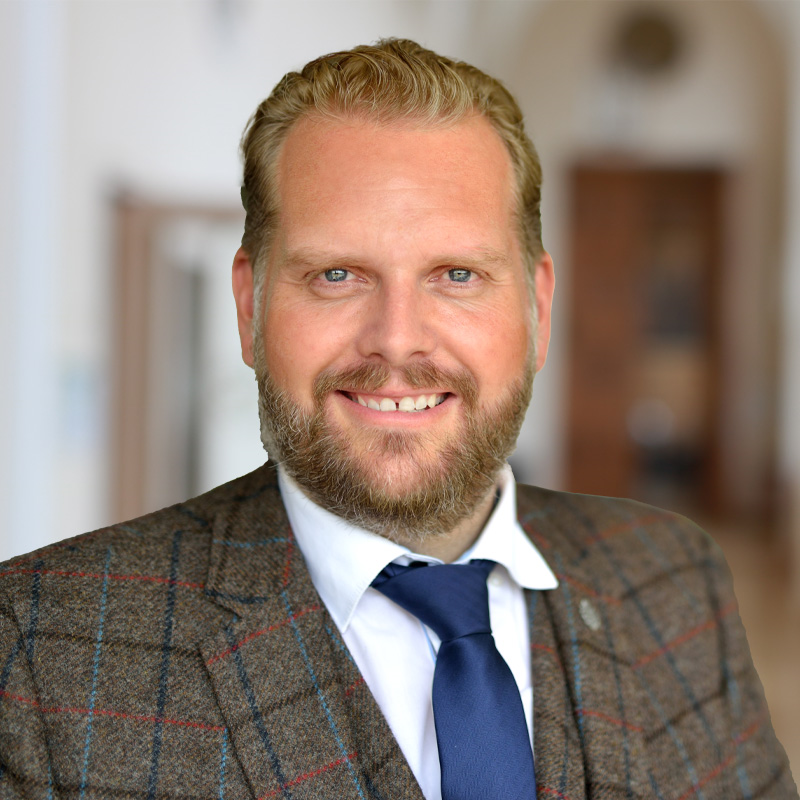
Sascha Schnürer (2024)

Sascha Schnürer (* 14. August 1979 in Altötting) ist ein deutscher Politiker der Christlich-Sozialen Union (CSU).

## Leben
Von 1995 bis 1997 absolvierte Schnürer eine Ausbildung zum Groß- und Außenhandelskaufmann. Seit 2006 ist er geschäftsführender Gesellschafter des Unternehmens Schnürer & Company GmbH in Obertaufkirchen.
Seit 30. Oktober 2023 ist Schnürer Abgeordneter im Bayerischen Landtag. Er wurde im Stimmkreis Mühldorf am Inn gewählt.
Schnürer ist verheiratet. Er ist römisch-katholischen Glaubens.